# ژان کلود فرناندز
ژان کلود فرناندز (انگلیسی: Jean-Claude Fernandes؛ زادهٔ ۸ نوامبر ۱۹۷۲) بازیکن فوتبال اهل فرانسه است.
از باشگاه‌هایی که در آن بازی کرده‌است می‌توان به باشگاه فوتبال پاری سن ژرمن و باشگاه فوتبال نانسی اشاره کرد.